# 奥厄奈姆
奥厄奈姆（法語：Auenheim，法語發音：[auənaim]）是法国下莱茵省的一个市镇，属于阿格诺-维桑堡区。2019年，奥厄奈姆与市镇伦策奈姆合并为新市镇伦策奈姆-奥厄奈姆。

## 地理
奥厄奈姆（48°48'43"N, 8°0'35"E）面积4.24 平方千米，位于法国大東部大區下莱茵省，该省份为法国大陆部分最东部的省份，是阿尔萨斯的一部分，今与上莱茵省组成了阿尔萨斯欧洲集体，其南至上莱茵省，西南接孚日省和默尔特-摩泽尔省，西接摩泽尔省，北与德国接壤，东侧沿莱茵河与德国相望。
与奥厄奈姆接壤的市镇（或旧市镇、城区）包括：伦策奈姆、路易堡、勒什沃格、塞瑟奈姆、什塔特马滕。
奥厄奈姆的时区为UTC+01:00、UTC+02:00（夏令时）。

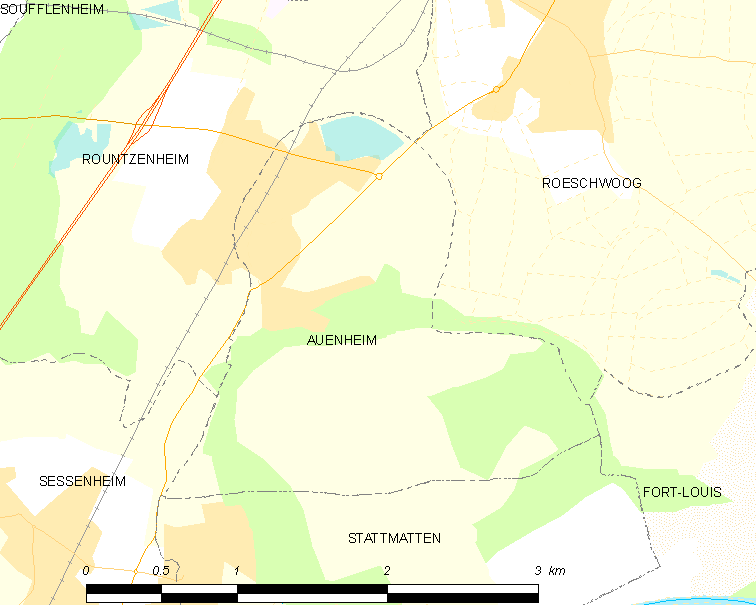
奥厄奈姆的OSM定位图

## 行政
奥厄奈姆的邮政编码为67480，INSEE市镇编码为67014。

## 政治
奥厄奈姆所属的省级选区为比什维莱尔县。

## 人口

1962-2008年间奥厄奈姆人口变化图示

奥厄奈姆于2018年1月1日时的人口数量为888人。